# Gamification
Als Gamification (aus englisch game für „Spiel“), als Anglizismus Gamifikation oder Gamifizierung (zugehöriges Verb gamifizieren), auch als Spielifikation oder Spielifizierung (zugehöriges Verb spielifizieren) eingedeutscht, wird die Anwendung spieltypischer Elemente in einem spielfremden Umfeld bezeichnet. Zu diesen spieltypischen Elementen gehören unter anderem Erfahrungspunkte, Highscores, Fortschrittsbalken, Ranglisten, virtuelle Güter oder Auszeichnungen. Durch die Einbeziehung dieser spielerischen Elemente soll im Wesentlichen eine Motivationssteigerung der Menschen erreicht werden, die ansonsten wenig herausfordernde, als zu eintönig empfundene oder zu komplexe Aufgaben erfüllen müssen. Erste Datenanalysen von gamifizierten Anwendungen zeigen teilweise signifikante Verbesserungen in Bereichen wie Benutzermotivation, Lernerfolg, Kundenbindung, ROI oder Datenqualität.
In Anwendungen des Gesundheitsbereiches ist das Ziel neben der Motivationssteigerung eine Verhaltensänderung bei Anwendern. Das Thema Spielsucht wird jedoch bei den Untersuchungen ausgeblendet.

## Begriff
Gamification ist die Anwendung von  Grundsätzen des Spieledesigns, Spieledesign und der Spielabläufe auf spielfremde Anwendungen und Prozesse, um Probleme zu lösen und Teilnehmer zu betätigen und zu binden. Ziel ist eine Motivationssteigerung der Benutzer, mit den Anwendungen verstärkt in Austausch zu treten oder erwünschte Verhaltensweisen anzunehmen. Gamifizierung hilft, Techniken für die Benutzer ansprechender zu machen und diese länger an die Anwendung zu binden, indem sie klare Wege zur Beherrschung der Anwendung glaubhaft zu machen und den subjektiven Eindruck von Benutzer-Selbstständigkeit und Entscheidungsfreiheit verstärken. Gamifizierte Anwendungen nutzen das Interesse von Menschen, sich an Spielen zu beteiligen und auf diese Weise Tätigkeiten zu verrichten, die normalerweise als langweilig betrachtet werden, wie etwa Steuererklärungen, Kostenberichte oder Umfragen zu beantworten, einzukaufen und vieles mehr.
Bis 2010 wurde Gamifizierung vorwiegend im Werbe- und Unterhaltungsbereich als Mittel der Kundenbindung eingesetzt. Gamifizierung findet aber zunehmend Anwendung in Bereichen wie Fitness und Gesundheit, Ökologie und Nachhaltigkeit, Weiterbildungsprogrammen, Online-Shopping oder im Schul- und Ausbildungssystem.
Bei der Gamification bedient man sich unter anderem folgender typischen Elemente:
Sichtbarer Status (Fortschrittsanzeige)
Der Anwender möchte das Voranschreiten der eigenen Arbeit klar erkennen können, etwa in Form von bestimmten Attributen oder sogenannten „Badges“ oder auch einer Prozentanzeige. So entsteht Transparenz in der Erfüllung einer Teil- oder Gesamtaufgabe, ein zentrales Element der Motivation.
Rangliste
Wenn die Anwender auch den Status und Fortschritt anderer sehen, kann eine erste Art von Wettbewerb entstehen. So führte Google auf seinem Kartendienst Google Maps in der mobilen Version für Smartphones im Februar 2012 eine Rangliste der Freunde bei Check-Ins an bestimmten Lokationen ein. Je öfter die Person einen Ort besuchte, umso höher stieg sie in der Rangliste auf.
Quest
Eine Aufgabe, die der Benutzer in einer bestimmten Zeit absolvieren muss – oft ein Rätsel oder eine einfache Fleißarbeit. In vielen Fällen bauen Quests aufeinander auf, um Qualifikationen und Erfahrungen zu trainieren. Diese Aufgaben können manchmal auch mit anderen zusammen absolviert werden. Dann wird nicht nur der reine Kompetenzgewinn gestärkt, sondern auch die Teamfähigkeit. Der Vorteil durch Quests ist vor allem die Möglichkeit, kurze Lerneinheiten aufzugeben. Dieses Element der Gamification setzt die Lern-App eSquirrel ebenfalls ein, um durch den Einsatz von Mikrolernen die Motivation am Lernen aufrechtzuerhalten.
Transparenz des Resultats
Der Anwender sollte das Ergebnis einer Aktion vorher kennen. Im Falle einer gamifizierten Anwendung wären dies Erfahrungspunkte, Preise oder andere Belobigungen. So kann der Anwender bewerten und auch wertschätzen, was seine nächste Aktion ihm selber bringen wird. Dabei ist der Gedanke an ein höheres Ziel präsent (siehe „Tieferer Sinn“ unten).
Rückmeldung
Alle Aktivitäten des Anwenders sollten zu einer sichtbaren Bewertung führen, am besten unmittelbar. Durch Vermeiden negativen Feedbacks und Anstreben positiver Rückmeldung lernt der Anwender.
Tieferer Sinn („Epic Meaning“)
Da die Anwender zielorientiert handeln, sollten die Ziele zu einer starken Motivation führen, also besonders erstrebenswert sein. Die Arbeit innerhalb der Gruppe kann bereits als sinnstiftend empfunden werden.
Gruppenarbeit („Community Collaboration“)
Die gemeinsame Arbeit an der Lösung bringt Anwender zusammen. So lassen sich manche Aufgaben nur durch Zusammenarbeit von mehreren Spielern (bis hin zur gesamten Community) lösen. Dies motiviert Anwender, untereinander Kontakte zu knüpfen bis hin zur Bildung eines selbstorganisierenden Systems (Online-Community).
Cascading Information
Der Anwender sollte bei der aktuell zu lösenden Aufgabe nur die für ihn wichtigen Information sehen; er soll nicht durch unverständliche Details abgelenkt und überfordert werden. Insbesondere Lernspiele nutzen das Element „Cascading Information“, um Lerninhalte kontinuierlich und aufeinander aufbauend zu vermitteln, ohne spätere Inhalte vorwegzunehmen.

## Motivation und Belohnung
Bei der Motivation gibt es generell zwei mögliche Varianten, zum einen die intrinsische Motivation und zum anderen die extrinsische Motivation. Die intrinsische Motivation stellt das grundlegende Wollen dar („Ich mache das, weil ich es will“), während die extrinsische Motivation auf einer zu erwartenden Belohnung basiert („Ich mache das, weil ich eine Gegenleistung erwarte“).
Stufen der extrinsischen Motivation sind zunächst die Integration, was bedeutet, dass man einen Anstoß/Anreiz benötigt, welcher überzeugt, dass das Resultat gut für einen selbst ist. Dieser Schritt liegt sehr nahe bei der intrinsischen Motivation. Wenn ich an etwas teilnehme, weil ich etwas Wertvolles oder einen Mehrwert sehe, beschreibt den Schritt der Identifikation. Der nächste Schritt wäre die Introjektion, was bedeutet, dass man teilnimmt, weil man denkt, man erlangt einen besseren Status, und um vor Bekannten zu punkten. Die Externe Regulierung spiegelt eine Teilnahme wider, welche darauf beruht, dass sie dazu gezwungen werden. Sie nehmen nur teil, weil man ihnen gesagt hat, dass sie teilnehmen sollen.
Die Belohnungen werden in vier Arten aufgeteilt.
1. Status
2. Zugang
3. Macht/Einfluss
4. Gegenstände

## Kategorisierung
Gamification verwendet einen empathiebasierten Ansatz (wie ihn auch beispielsweise Design Thinking verwendet), um ein Servicesystem in eine Organisation einzuführen, umzuwandeln und zu betreiben, das den Spielern ermöglicht, einen spielerischen Zustand zu erreichen und Wertschöpfung für die Spieler und andere Interessenten zu erreichen. Gamificationdesigner titulieren Benutzer bewusst als Spieler, um damit anzuzeigen, dass vorrangig die Motivationen und Interessen der Spieler im Mittelpunkt des Gamificationdesigns stehen.
Gamification im engen Sinn bedeutet, spieltypische Elemente in einem nichtspielerischen Zusammenhang einzusetzen, in ein Servicesystem zu integrieren (beispielsweise ein Callcenter-System oder eine Online-Buchhandelswebsite), und darauf abzuzielen, sowohl endliche als auch unendliche Spielerfahrungen zu ermöglichen. Endliche Spiele enden beispielsweise mit dem Ablauf der Spielzeit oder dem Gewinn eines Spielers, unendliche haben kein Ende. Gamification zielt nicht darauf ab, ein Spiel zu designen, sondern das Eintauchen in eine spielerische Erfahrung zu erleichtern. Gamification im weiteren Sinne umfasst auch spielerische Zusammenhänge, wie sie Serious Games bieten.
|           | Enterprise Gamification                                                                               | Enterprise Gamification                                          | Enterprise Gamification                                   | Enterprise Gamification                                       |                         |
|           | Gamification                                                                                          | Simulation                                                       | Serious Game Lernspiel                                    | Advergame...                                                  |                         |
| --------- | --- | ---------------------------------------------------------------- | --------------------------------------------------------- | ------------------------------------------------------------- | ----------------------- |
| Beispiele | SAP Community Network Stack Overflow Yahoo! Answers LinkedIn Amazon.com MySugr Duolingo Zombies, Run! | ERPSim                                                           | Ribbon Hero                                               |                                                               | Systemintegration       |
| Beispiele | Oracle-Beispiel                                                                                       | Farm Simulator Trainz Surgeon Simulator 2013 Emergency Simulator | SAP Roadwarrior Stroke Hero Ten Euro Tetris The Accounted | Magnum Pleasure Hunt Coke Zero / James Bond Gamewheel Stories | keine Systemintegration |
|           | Infinit                                                                                               | Finit                                                            | Finit                                                     | Finit                                                         |                         |
|           | Nichtspielerischer Zusammenhang                                                                       | Nichtspielerischer Zusammenhang                                  | Spielerischer Zusammenhang                                | Spielerischer Zusammenhang                                    |                         |

Andere Kategorisierungen vergleichen Gamification mit Merkmalen anderer spielerischer Ansätze wie beispielsweise dem Vorhandensein von Spontaneität, Spielregeln oder Spielzielen:
|                             | Spiel (Play) | Spiel (Game) | Serious Game | Simulation | Gamification | Enterprise Gamification |
| --------------------------- | ------------ | ------------ | ------------ | ---------- | ------------ | ----------------------- |
| Spontan                     | Ja           | Nein         | Nein         | Nein       | Nein         | Nein                    |
| Spielregeln                 | Nein         | Ja           | Ja           | Ja         | Ja           | Ja                      |
| Spielziele                  | Nein         | Ja           | Ja           | Ja         | Ja           | Ja                      |
| Strukturiert                | Nein         | Ja           | Ja           | Ja         | Ja           | Ja                      |
| Ergebnis in der realen Welt | Nein         | Nein         | Ja/Nein      | Ja/Nein    | Ja           | Ja                      |
| Systemintegration           | Nein         | Nein         | Nein         | Ja/Nein    | Ja           | Ja                      |

Auch kann Gamification als Nudging, also subtile Verhaltensmanipulation, verstanden werden.

## Kritik
Kritische Einwände gegenüber Gamification als sozialer Praxis sind zahlreich und divers. Allgemeine Kritik richtet sich an die behavioristischen Vorannahmen einiger gamifizierter Praktiken sowie mögliche nicht-intendierte Nebenwirkungen (z. B. das Überfahren einer roten Ampel, um den Kraftstoffverbrauch unter einem bestimmten Niveau zu halten).
Allgemeine Kritik gegenüber dem Begriff Gamification formuliert Ian Bogost. Er betrachtet in ihm einen Marketingbegriff, der eine Reflexion über das Spielerische zu Gunsten einer Kapitalisierung simpler, einfach zu wiederholender und bekannter Spielepraktiken vermissen lässt. Stattdessen schlägt er den Begriff „exploitationware“ vor, um die Ausbeutung der Spieleszene zu kennzeichnen.

Der Begriff der „serious games“ wird wegen einer angenommenen Unvereinbarkeit von Unterhaltung und Arbeit als Oxymoron kritisiert. Auch für die Gamification pädagogischer Kontexte gibt es kritische Anmerkungen, etwa hinsichtlich einer Unvereinbarkeit von Spiellogik und schulischer Logik. Während Unterricht und pädagogisches Handeln prinzipiell kontingent sei, seien gamifizierte Umgebungen an vorher festgeschriebene Prozesse und Akte gebunden. Schüler würden so zu Spielern degradiert, Lehrer zu Spielleitern und Lernbegleitern. Rhetorisch bediene sie sich eines reformpädagogischen Vokabulars, das auf natürliches Lernen abhebe, Macht verschleiere und seine Legitimation aus der Kritik am Bestehenden speise.
„Gamification zeigt sich […] nicht als pädagogisches Instrument zur Einübung in schulische und bildende Praktiken, sondern geradezu als Mittel zur Entwöhnung davon: Die Abhängigkeit von »instant feedbacks« (Schwabel 2013) und die voranschreitende Lernifizierung der Schule (vgl. Biesta 2006; Vlieghe 2017) im Schein erlebter Souveränität (vgl. Fink 1957, S. 38) stehen einer unterbrechenden, verzögernden und im Ergebnis kontingenten Hingabe an die Sache im Modus der Muße und mit Hilfe professioneller Lehrkräfte diametral gegenüber.“